# Ondrej Debnár
Ondrej Debnár (Zólyom, 1972. június 18. –) szlovák labdarúgó.

## Mérkőzései a szlovák válogatottban
| #  | Dátum             | Ellenfél    | Eredmény | Kiírás              | Esemény |
| -- | ----------------- | ----------- | -------- | ------------------- | ------- |
| 1. | 2002. február 6.  | Irán        | 3 – 2    | barátságos mérkőzés |         |
| 2. | 2002. április 29. | Japán       | 0 – 1    | Kirin-kupa          | 90'     |
| 3. | 2003. április 30. | Görögország | 2 – 2    | barátságos mérkőzés | 46'     |
| 4. | 2003. június 11.  | Anglia      | 1 – 2    | Eb-selejtező        | 38' 89' |